# DOME
『DOME』（ドーム）は、1988年に複数のプラットフォームで発売されたアドベンチャーゲーム。シナリオは多摩豊、音楽は桜井邦子、斎藤学、佐藤浩一の共作となっている。

## 特色
システムサコムが提唱した「ノヴェルウェア」の第1弾。ノヴェルウェアとは、一定の選択の余地を読者に残しながらコンピュータ上で小説を展開するというもので、いわばパソコンで読む小説である。後のサウンドノベルやビジュアルノベルの先駆といえる。
MSX版はMSX2+の自然画モードに対応している。

## ストーリー
原作は夏樹静子の小説『ドーム 終末への序曲』。主人公は広告代理店の社員である。来る核戦争に備えて核シェルター、「ザ・ドーム」を建設する費用を寄付でまかなうため、「ザ・ドーム」の必要性を世間に訴えてゆく。
夏樹静子の原作がドームを作ろうとする科学者の視点から描かれているのに対し、本作は広告代理店の社員の立場でどのように建設費用を調達し、実現に導くかというストーリーとなっており、小説を知るプレイヤーにも新たな視点で楽しめる作りとなっている。
物語は全部で6章から成り立つ。読者の選択に応じて3種類のエンディングが用意されている。

## システム
コマンド選択型のアドベンチャーゲームで、マルチエンディング方式を取る。
ゲームは、1日あたり4つの時間帯（朝一番、昼前、午後1時、午後3時）に情報収集、行動等を実施し、ストーリーを進めていくが、1つの時間帯におけるコマンドの選択可能数には制限があり、制限に到達すると自動的に次の時間に切り替わる。
コマンドの選択に応じて選択肢が増えていくことと、選択したコマンド（例えばマスコミへの対応など）がその後のストーリーに全て影響する。
ゲーム上では、最良の行動を行うためのヒント等はほぼなく(会話の文章から探る必要がある)、特定時間帯のみしか収集できない情報等もあり、また、営業的な観点での選択も重要となるため、総当たり選択ではベストエンディングへ到達することはできない。